# Aix-sur-Cloie
Aix-sur-Cloie (Luxemburgs: Esch-op-der-Huurt, Waals: Yache-so-Cloye, Duits: Esch auf der Hurt) is een dorpje in de Belgische provincie Luxemburg. Het ligt in Halanzy, een deelgemeente van Aubange. Aix-sur-Cloie ligt in het Land van Aarlen; naast het officiële Frans wordt er ook Luxemburgs gesproken.

## Bezienswaardigheden
- De Sint Michaëlskerk uit 1880

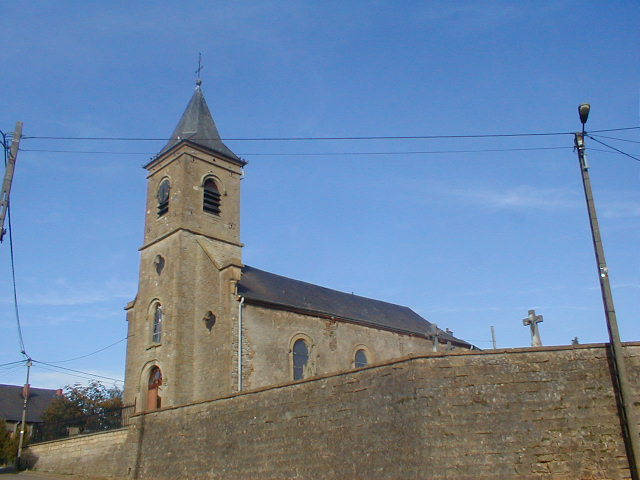
De Sint Michaëlskerk

Het dorp telt vier calvaries, die alle in 1995 werden geklasseerd als monument:
- Bij het zogenaamde Drinck staat een calvarie met een afbeelding van Hemelvaart en de Heilige Drievuldigheid
- Een calvarie toont de afbeelding van Catharina van Alexandrië
- In de muur van een schuur beeldt een calvarie Franciscus van Assisi af
- Een laatste staat voor de schoolmuur

Deelgemeenten: Athus · Aubange · Halanzy · Rachecourt

Overige kernen: Aix-sur-Cloie · Battincourt · Guerlange

Belgische gemeenten · Arrondissement Aarlen · Luxemburg · Wallonië